# Stargate SG-3000

Logo de l'attraction, proche de celui des séries télévisées du même univers.

Stargate SG-3000 est une attraction de type cinéma dynamique du parc Space Centre de Brême, en Allemagne sur le thème de la série télévisée Stargate SG-1. Le film de cette attraction a été réalisé par la société Attraction Media & Entertainment. Cette attraction a été reproduite dans trois parcs d'attraction aux États-Unis : au Kentucky Kingdom (parc fermé en 2010), au Six Flags Great America (attraction proposé jusqu'en 2010) et au Six Flags Discovery Kingdom.

## Histoire
Comment se déroule un voyage entre deux dimensions, par la porte des étoiles.